# The Brooklyn Heist
Pour plus de détails, voir Fiche technique et Distribution.
The Brooklyn Heist est un film américain réalisé par Julian M. Kheel, sorti en 2008.

## Synopsis
Trois gangs criminels partagent le même quartier à Brooklyn.

## Fiche technique
- Titre : The Brooklyn Heist / Capers
- Réalisation : Julian M. Kheel
- Scénario : Julian M. Kheel, Brett Halsey
- Production : Capers Productions, Numeric Pictures
- Musique :
- Pays de production :  États-Unis
- Langue d'origine : Anglais américain
- Lieux de tournage : New York, État de New York, États-Unis
- Genre :
- Durée : 86 minutes
- Dates de sortie : 
  - États-Unis
    - 1er novembre 2008 (Ft. Lauderdale Film Festival)
    - 27 avril 2009 au Festival du film de Newport Beach
    - 27 novembre 2009

## Distribution
- Danny Masterson : Fitz
- Leon Robinson : Ronald
- Aysan Celik : Lana
- Michael Cecchi : Dino
- Serena Reeder (en) : Maya
- Jonathan Hova : Slava
- Blanchard Ryan : Samantha
- Dominique Swain : Mercy
- Phyllis Somerville : Connie
- Craig muMs Grant : Moose (créditée comme muMs da Schemer)
- Barney Cheng (en) : Bo
- John Henry Cox : Big Jim
- Mackenzie Milone : 	Emily
- Daniel Stewart Sherman : Douglas
- Brett Halsey : Curtis